# حدائق الملك عبد الله الثاني (إربد)
حدائق الملك عبد الله الثاني في محافظة إربد بدأ العمل به عام 2006 وتم افتتاحها في 9 اغسطس 2015 حيث افتتحها الأمير الحسين بن عبد الله ولي العهد، تمتد على 177 دونم وبلغت تكلفة المشروع حوالي 15 مليون دينار أردني وروعي في تصميمه الجوانب الترفيهية والخدمية المتنوعة وتضم مسطحات خضراء وأخرى مائية وملاعب للرياضات المختلفة وأخرى للأطفال وممرات لرياضة الدراجات الهوائية، إضافة إلى مرافق خدمية كالمطاعم والاستراحات.

## التأخير بالافتتاح
بدأ العمل في المشروع عام 2006، إلا أن إنجازه تأخّر لوجود خلافات مع الجهة المنفذة في السابق علاوة على وجود أوامر تغييرية متعددة الأمر الذي استدعى حل الاشكالات العالقة وإحالة المرحلة النهائية منه على مقاول جديد بكلفة مليون ونصف المليون دينار.

## المحتويات
تضم الحدائق مطعمًا متعدد الأغراض، وستة ملاعب أربعة منها لكرة القدم وملعبين لكرة السلة، ومساحات خضراء مزروعة بالأشجار والحوليات والنجيل، وستة جسور تعلو النهر الاصطناعي الذي يصل طوله إلى 280 متر، وخزانات مياه تتسع لـ (8000) متر مكعب منها (3000) متر مكعب يتم تجميعها عن طريق الحصاد المائي، مبينا أن البلدية ستعمل على الاستفادة من المشتل الزجاجي في الحدائق، من خلال، بيع الأشتال لصالحها وحديقة للطيور.